# Vincetoxicum
Lastavičnjak (lat. Vincetoxicum) je biljni rod sa stotinjak vrsta iz porodice zimzelenovki, većinom povijuše ili grmovi, pretežito u Aziji i Južnoj Americi. U Hrvatskoj rastu tri vrste, huterova lastavina, bijela lastavina (s nekoliko podvrsta) i Vincetoxicum fuscatum.
Poznata bijela lastavina je otrovna (asklepiadin i vincetoksin), ali ljekovita biljka koja raste u listopadnim šumama, i uz šumske rubove. Veće doze njezinog otrova uzrokuju povraćanje, a moguća je i kljenut srca.

## Vrste
1. Vincetoxicum adnatum (Bakh.f.) Meve & Liede
2. Vincetoxicum ambiguum Maxim.
3. Vincetoxicum amplexicaule Siebold & Zucc.
4. Vincetoxicum angustifolium (Schltr.) Meve & Liede
5. Vincetoxicum anomalum (N.E.Br.) Meve & Liede
6. Vincetoxicum anthopotamicum (Hand.-Mazz.) Meve & Liede
7. Vincetoxicum apiculatum (K.Schum.) Meve & Liede
8. Vincetoxicum arachnoideum (Goyder) Meve & Liede
9. Vincetoxicum arenicola (Merr.) Meve & Liede
10. Vincetoxicum aristolochioides (Miq.) Franch. & Sav.
11. Vincetoxicum arnottianum (Wight) Wight
12. Vincetoxicum ascyrifolium Franch. & Sav.
13. Vincetoxicum assadii Zaeifi
14. Vincetoxicum atratum (Bunge) C.Morren & Decne.
15. Vincetoxicum augustinianum (Hemsl.) Meve & Liede
16. Vincetoxicum auriculatum (Royle ex Wight) Kuntze
17. Vincetoxicum auritum (Tsiang & P.T.Li) Meve, H.H.Kong & Liede
18. Vincetoxicum austrokiusianum (Koidz.) Kitag.
19. Vincetoxicum badium (E.Mey.) Meve & Liede
20. Vincetoxicum barbatum (R.Br.) Kuntze
21. Vincetoxicum belostemma (Benth.) Kuntze
22. Vincetoxicum biglandulosum (Endl.) Kuntze
23. Vincetoxicum bilobatum (P.I.Forst.) Meve & Liede
24. Vincetoxicum biondioides (W.T.Wang) C.Y.Wu & D.Z.Li
25. Vincetoxicum brachystelmoides (P.I.Forst.) Liede
26. Vincetoxicum bracteatum (Thunb.) Meve & Liede
27. Vincetoxicum brassii (P.I.Forst.) Meve & Liede
28. Vincetoxicum brevipes (Turcz.) Meve & Liede
29. Vincetoxicum brownii (Hayata) Meve & Liede
30. Vincetoxicum caffrum (Meisn.) Kuntze
31. Vincetoxicum cambodiense Meve & Liede
32. Vincetoxicum cameroonicum (N.E.Br.) Meve & Liede
33. Vincetoxicum canescens (Willd.) Decne.
34. Vincetoxicum capparidifolium (Wight & Arn.) Kuntze
35. Vincetoxicum cardiostephanum (Rech.f.) Rech.f.
36. Vincetoxicum carnosum (R.Br.) Benth.
37. Vincetoxicum cernuum (Decne.) Meve & Liede
38. Vincetoxicum chekiangense (M.Cheng) C.Y.Wu & D.Z.Li
39. Vincetoxicum chinense S.Moore
40. Vincetoxicum chingtungense (Tsiang & P.T.Li) Meve & Liede
41. Vincetoxicum christineae (P.I.Forst.) Liede
42. Vincetoxicum cinerascens (R.Br.) Meve & Liede
43. Vincetoxicum cissoides (Blume) Kuntze
44. Vincetoxicum clemensiae (Schltr.) Meve & Liede
45. Vincetoxicum coddii (Bullock) Meve & Liede
46. Vincetoxicum coloratum (C.T.White) Meve & Liede
47. Vincetoxicum confusum Meve & Liede
48. Vincetoxicum congolanum (Baill.) Meve & Liede
49. Vincetoxicum conspicuum (N.E.Br.) Meve & Liede
50. Vincetoxicum cordatum (R.Br. ex Schult.) Meve & Liede
51. Vincetoxicum cordifolium (Thwaites) Kuntze
52. Vincetoxicum coriaceum (Schltr.) Meve & Liede
53. Vincetoxicum costantinianum (Tsiang) Meve & Liede
54. Vincetoxicum crassifolium (Zipp. ex Decne.) Kuntze
55. Vincetoxicum crassipes (M.G.Gilbert & P.T.Li) Meve & Liede
56. Vincetoxicum creticum Browicz
57. Vincetoxicum cycleoides (Tsiang) Meve & Liede
58. Vincetoxicum dahomense (K.Schum.) Meve & Liede
59. Vincetoxicum dalatense (S.Moore) Meve & Liede
60. Vincetoxicum dalzellii (Hook.f.) Kuntze
61. Vincetoxicum darvasicum B.Fedtsch.
62. Vincetoxicum deltoideum Kuntze
63. Vincetoxicum dionysiense Mouterde
64. Vincetoxicum diplostigma Meve & Liede
65. Vincetoxicum discolor Warb.
66. Vincetoxicum doianum (Koidz.) Kitag.
67. Vincetoxicum dorgelonis (Bakh.f.) Meve & Liede
68. Vincetoxicum elmeri (Schltr.) Meve & Liede
69. Vincetoxicum erectum (F.Muell. ex Benth.) Kuntze
70. Vincetoxicum exile (Colebr.) Kuntze
71. Vincetoxicum fasciculatum (Buch.-Ham. ex Wight) Kuntze
72. Vincetoxicum flanaganii (Schltr.) Meve & Liede
73. Vincetoxicum flavum Ostapko
74. Vincetoxicum fleckii (Schltr.) Meve & Liede
75. Vincetoxicum flexuosum (R.Br.) Kuntze
76. Vincetoxicum floribundum (Miq.) Franch. & Sav.
77. Vincetoxicum fordii (Hemsl.) Kuntze
78. Vincetoxicum forrestii (Schltr.) C.Y.Wu & D.Z.Li
79. Vincetoxicum forsteri Meve & Liede
80. Vincetoxicum fruticulosum (Decne.) Decne.
81. Vincetoxicum funebre Boiss. & Kotschy
82. Vincetoxicum fuscatum (Hornem.) Endl.
83. Vincetoxicum gilbertii Meve & Liede
84. Vincetoxicum gilletii (De Wild.) Meve & Liede
85. Vincetoxicum glabriflorum (Warb.) Meve & Liede
86. Vincetoxicum glaucescens (Decne.) C.Y.Wu & D.Z.Li
87. Vincetoxicum glaucirameum (Schltr.) Schneidt, Meve & Liede
88. Vincetoxicum glaucum (Wall. ex Wight) Rech.f.
89. Vincetoxicum globiferum (Hook.f.) Kuntze
90. Vincetoxicum govanii (Wight & Arn.) Meve & Liede
91. Vincetoxicum gracilentum (Tsiang & P.T.Li) Meve & Liede
92. Vincetoxicum gracillimum (Markgr.) Meve & Liede
93. Vincetoxicum grandiflorum (R.Br.) Kuntze
94. Vincetoxicum hainanense (Chun & Tsiang) Meve, H.H.Kong & Liede
95. Vincetoxicum harmandii (Costantin) Meve & Liede
96. Vincetoxicum helferi (Hook.f.) Kuntze
97. Vincetoxicum hellwigii (Warb.) Meve & Liede
98. Vincetoxicum hemsleyanum (Warb.) Meve & Liede
99. Vincetoxicum henryanum Meve & Liede
100. Vincetoxicum henryi (Warb. ex Schltr. & Diels) Meve & Liede
101. Vincetoxicum heterophyllum (A.Rich.) Vatke
102. Vincetoxicum himalaicum (Hook.f.) Kuntze
103. Vincetoxicum hirsutum (Wall.) Kuntze
104. Vincetoxicum hirundinaria Medik.
105. Vincetoxicum hookerianum Kuntze
106. Vincetoxicum hoyoense T.Yamash.
107. Vincetoxicum hui (Tsiang) Meve & Liede
108. Vincetoxicum huteri Vis. & Asch.
109. Vincetoxicum hybanthera Kuntze
110. Vincetoxicum hydrophilum (Tsiang & H.D.Zhang) C.Y.Wu & D.Z.Li
111. Vincetoxicum inamoenum Maxim.
112. Vincetoxicum indicum (Burm.f.) Mabb.
113. Vincetoxicum inhambanense (Schltr.) Meve & Liede
114. Vincetoxicum insigne (Tsiang) Meve, H.H.Kong & Liede
115. Vincetoxicum insulicola Meve & Liede
116. Vincetoxicum iphisia Meve & Liede
117. Vincetoxicum irrawadense Kuntze
118. Vincetoxicum izuense T.Yamash.
119. Vincetoxicum jacquemontianum (Decne.) Kuntze
120. Vincetoxicum japonicum C.Morren & Decne.
121. Vincetoxicum josephrockii Meve & Liede
122. Vincetoxicum juzepczukii (Pobed.) Privalova
123. Vincetoxicum katoi (Ohwi) Kitag.
124. Vincetoxicum kerrii (Craib) A.Kidyoo
125. Vincetoxicum koi (Merr.) Meve & Liede
126. Vincetoxicum krameri Franch. & Sav.
127. Vincetoxicum lancilimbum (Merr.) Meve & Liede
128. Vincetoxicum laxiforme Meve & Liede
129. Vincetoxicum leptanthum (Tsiang) Meve & Liede
130. Vincetoxicum leschenaultii Kuntze
131. Vincetoxicum liebianum (F.Muell.) Liede
132. Vincetoxicum lii Meve & Liede
133. Vincetoxicum lineare (Decne.) Meve & Liede
134. Vincetoxicum linearisepalum (P.T.Li) P.T.Li
135. Vincetoxicum linifolium Balf.f.
136. Vincetoxicum longifolium (Wight) Kuntze
137. Vincetoxicum longipes (Turcz.) Meve & Liede
138. Vincetoxicum lugardiae (Bullock) Meve & Liede
139. Vincetoxicum lui (Y.H.Tseng & C.T.Chao) Meve & Liede
140. Vincetoxicum luridum Stocks ex S.A.Shah
141. Vincetoxicum lycioides (Decne.) Kuntze
142. Vincetoxicum macrophyllum Siebold & Zucc.
143. Vincetoxicum mairei (Hand.-Mazz.) Meve & Liede
144. Vincetoxicum matsumurae (T.Yamaz.) H.Ohashi
145. Vincetoxicum membranaceum (Tsiang & P.T.Li) Meve & Liede
146. Vincetoxicum meoticum (Kleopow) Barbar.
147. Vincetoxicum microcentrum (Tsiang) Meve & Liede
148. Vincetoxicum microstachys (Hook.) Meve & Liede
149. Vincetoxicum miquelianum Kuntze
150. Vincetoxicum mongolicum Maxim.
151. Vincetoxicum mozaffarianii Zaeifi
152. Vincetoxicum mugodsharicum Pobed.
153. Vincetoxicum mukdenense Kitag.
154. Vincetoxicum nanum (Buch.-Ham. ex Wight) Liede
155. Vincetoxicum nicobaricum (Murugan & M.Y.Kamble) Meve & Liede
156. Vincetoxicum nigrum (L.) Moench
157. Vincetoxicum nipponicum (Matsum.) Kitag.
158. Vincetoxicum oblongum (N.E.Br.) Meve & Liede
159. Vincetoxicum oculatum (N.E.Br.) Meve & Liede
160. Vincetoxicum oligophyllum (Tsiang) Meve & Liede
161. Vincetoxicum oshimae (Hayata) Meve & Liede
162. Vincetoxicum paniculatum (R.Br.) Kuntze
163. Vincetoxicum pannonicum (Borhidi) Holub
164. Vincetoxicum parviflorum Decne.
165. Vincetoxicum parviurnulum (M.G.Gilbert & P.T.Li) Meve & Liede
166. Vincetoxicum parvum Meve & Liede
167. Vincetoxicum petrense (Hemsl. & Lace) Rech.f.
168. Vincetoxicum philippicum Meve, Omlor & Liede
169. Vincetoxicum pictum (Tsiang) Meve & Liede
170. Vincetoxicum pierrei (Costantin) Meve & Liede
171. Vincetoxicum pilosellum Meve & Liede
172. Vincetoxicum pingshanicum (M.G.Gilbert & P.T.Li) Liede
173. Vincetoxicum pingtaoanum Cai F. Zhang, G.W. Hu & Q.F. Wang, 2022.[3]
174. Vincetoxicum polyanthum Kuntze
175. Vincetoxicum potamophilum A.Kidyoo
176. Vincetoxicum pumilum Decne.
177. Vincetoxicum × purpurascens C.Morren & Decne.
178. Vincetoxicum raddeanum Albov
179. Vincetoxicum rechingeri (Schltr.) Meve & Liede
180. Vincetoxicum rehmannii Boiss.
181. Vincetoxicum renchangii (Tsiang) Meve & Liede
182. Vincetoxicum revolutum (M.G.Gilbert & P.T.Li) Meve & Liede
183. Vincetoxicum riparium (Tsiang & H.D.Zhang) C.Y.Wu & D.Z.Li
184. Vincetoxicum robinsonii (Costantin) Meve & Liede
185. Vincetoxicum rockii (M.G.Gilbert & P.T.Li) Liede
186. Vincetoxicum rossicum (Kleopow) Barbar.
187. Vincetoxicum rotundifolium (Buch.-Ham. ex Wight) Kuntze
188. Vincetoxicum roylei (Wight) Kuntze
189. Vincetoxicum rupestre (Blume) Kuntze
190. Vincetoxicum rupicola (P.I.Forst.) Meve & Liede
191. Vincetoxicum × sakaianum (Honda) Kitag.
192. Vincetoxicum sakesarense Ali & Khatoon
193. Vincetoxicum sarasinorum (Warb.) Meve & Liede
194. Vincetoxicum scandens Sommier & Levier
195. Vincetoxicum schimperi (Vatke) Meve & Liede
196. Vincetoxicum schmalhausenii (Kusn.) Litv.
197. Vincetoxicum schneideri Meve & Liede
198. Vincetoxicum secamonoides (Tsiang) Meve & Liede
199. Vincetoxicum setosum (Schltr.) Meve & Liede
200. Vincetoxicum shaanxiense Meve & Liede
201. Vincetoxicum siamicum A.Kidyoo
202. Vincetoxicum sibiricum (L.) Decne.
203. Vincetoxicum sieboldii Franch. & Sav.
204. Vincetoxicum silvestre (Tsiang) Meve & Liede
205. Vincetoxicum silvestrii (Pamp.) Meve & Liede
206. Vincetoxicum simianum (Schltr.) Meve & Liede
207. Vincetoxicum sinaicum Meve & Liede
208. Vincetoxicum somaliense (Liede) Meve & Liede
209. Vincetoxicum sootepense (Craib) A.Kidyoo
210. Vincetoxicum speciosum Boiss. & Spruner
211. Vincetoxicum spirale (Forssk.) D.Z.Li
212. Vincetoxicum splendidum (P.I.Forst.) Meve & Liede
213. Vincetoxicum stauntonii (Decne.) C.Y.Wu & D.Z.Li
214. Vincetoxicum stauropolitanum Pobed.
215. Vincetoxicum stenophyllum (Hemsl.) Kuntze
216. Vincetoxicum stocksii Ali & Khatoon
217. Vincetoxicum sublanceolatum (Miq.) Maxim.
218. Vincetoxicum subramanii (A.N.Henry) Meve & Liede
219. Vincetoxicum sylvaticum (Decne.) Kuntze
220. Vincetoxicum taihangense (Tsiang & H.D.Zhang) C.Y.Wu & D.Z.Li
221. Vincetoxicum tanakae (Maxim.) Franch. & Sav.
222. Vincetoxicum tenerrimum (Wight) Kuntze
223. Vincetoxicum tengii (Tsiang) Meve & Liede
224. Vincetoxicum tenuipedunculatum (K.Schum.) Meve & Liede
225. Vincetoxicum thailandense (P.T.Li) Liede
226. Vincetoxicum thorelii Meve & Liede
227. Vincetoxicum tmoleum Boiss.
228. Vincetoxicum tridactylatum (Goyder) Meve & Liede
229. Vincetoxicum tsaii Meve & Liede
230. Vincetoxicum tsiangii (P.T.Li) P.T.Li
231. Vincetoxicum tsiukowense (M.G.Gilbert & P.T.Li) Meve & Liede
232. Vincetoxicum tylophoroides (Costantin) Meve & Liede
233. Vincetoxicum ucrainicum Ostapko
234. Vincetoxicum umbelliferum Meve & Liede
235. Vincetoxicum uncinatum (M.G.Gilbert & P.T.Li) Meve & Liede
236. Vincetoxicum utriculosum (Costantin) Liede
237. Vincetoxicum versicolor (Bunge) Decne.
238. Vincetoxicum verticillatum (Hemsl.) Kuntze
239. Vincetoxicum villosum (Blume) ined.
240. Vincetoxicum volubile Maxim.
241. Vincetoxicum wangii (P.T.Li & W.Kittr.) Liede
242. Vincetoxicum williamsii (P.I.Forst.) Meve & Liede
243. Vincetoxicum woollsii (Benth.) Kuntze
244. Vincetoxicum xinpingense H.Peng & Y.H.Wang
245. Vincetoxicum yamanakae (Ohwi & H.Ohashi) H.Ohashi
246. Vincetoxicum yingii Meve & Liede
247. Vincetoxicum yonakuniense (Hatus.) T.Yamash. & Tateishi
248. Vincetoxicum yunnanense (Schltr.) Meve & Liede
249. Vincetoxicum zeylanicum (Decne.) Meve & Liede